# Путилин (посёлок)
Путилин — опустевший поселок в Суражском районе Брянской области в составе Дубровского сельского поселения.

## География
Находится в северо-западной части Брянской области на расстоянии приблизительно 6 км на северо-восток по прямой от районного центра города Сураж.

## История
Упоминается со второй половины XVIII века в составе Мглинской сотни Стародубского полка (другие названия — Софиенков или Рижаков). На карте 1941 года отмечен как посёлок с 29 дворами.

## Население
Численность населения: 73 человека в 1859 году, 106 человек в 1926, 7 человек (русские 86 %) в 2002 году, 0 в 2010.